# Roland Härdtner

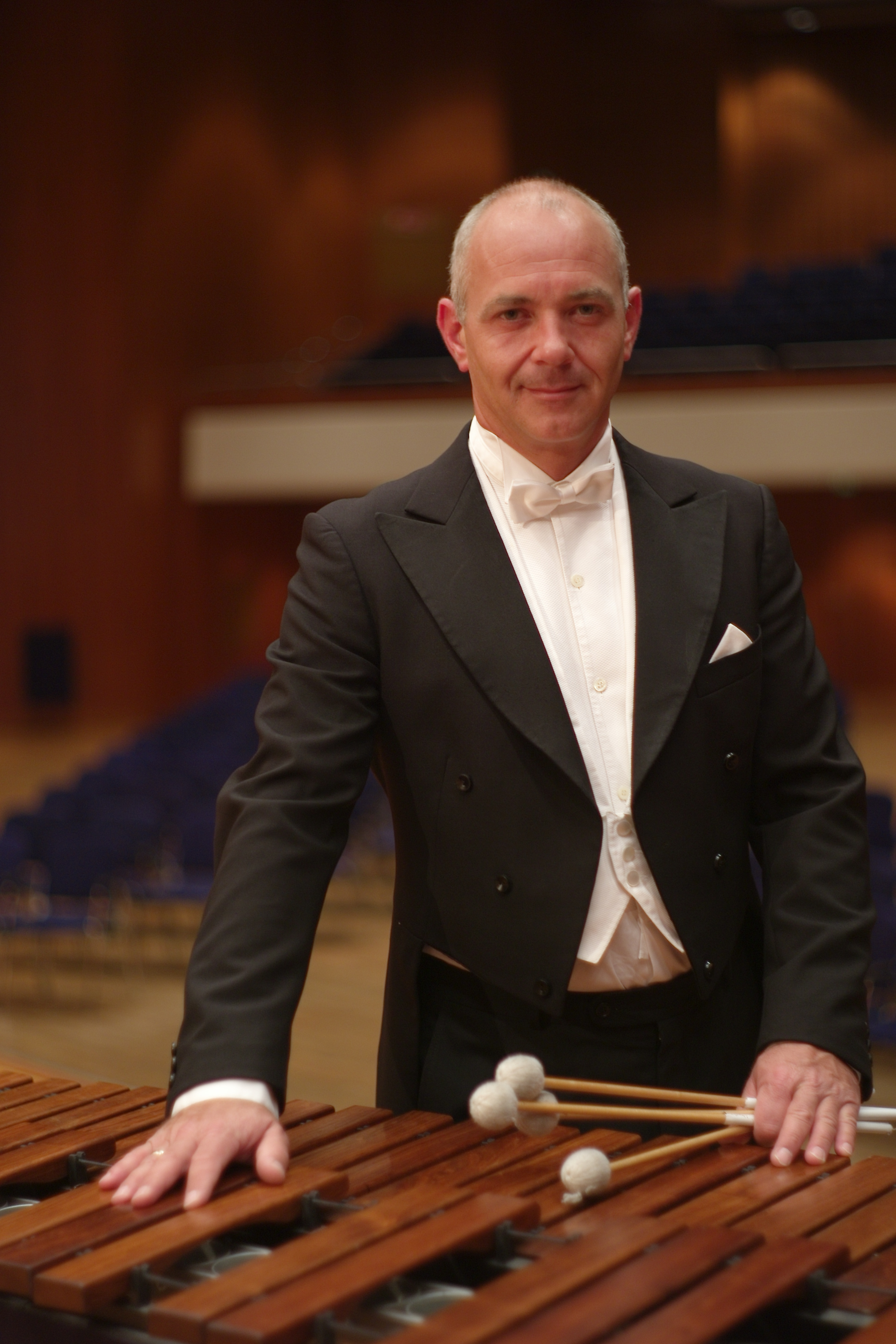
Roland Härdtner 2009

Roland Härdtner (* 27. März 1964) ist ein deutscher Marimba-Spieler, Solist für Stabspiele, Pauke und Schlagwerk. Seit 1993 ist er Solo-Pauker und Schlagzeuger der Badischen Philharmonie Pforzheim.

## Leben
Erst im Alter von 20 Jahren begann Härdtner seine musikalische Ausbildung am Badischen Konservatorium in Karlsruhe. Mit Beginn seines Studiums (1985–92) an der Robert Schumann Hochschule in Düsseldorf konzentrierte er sich neben eigenständigen Interpretationen renommierter Konzertliteratur, wie z. B. das Concerto pour Marimba, Vibraphone et Orchestre von Darius Milhaud, auf das Bearbeiten von Musik des westlichen Kulturkreises für sein Instrumentarium. Dabei legt er sich bis heute weder auf einzelne Epochen der Musikliteratur noch auf bestimmte stilistische Spielweisen fest. Neben seiner Orchestertätigkeit hat er sich als Solist an den Stabspielen Marimba, Vibraphon und Xylophon seit den 1980er-Jahren im Konzertbetrieb etabliert.
Zwischenzeitlich gilt sein Repertoire mit Hunderten von Werken insbesondere im Bereich der Mallets-Bearbeitungen als weltweit einzigartig.
Die Diskografie von Roland Härdtner dokumentiert dies mit bisher zwölf CD-Produktionen, auf denen er als Solist mit Musikstilen von Weltmusik über Pop und Jazz, von Musik des Barock und der Romantik, über die Wiener bis hin zur modernen Klassik und zeitgenössischen Musik zu hören ist. Bei diesen Aufnahmen hat er unter anderem mit dem international renommierten Djembé-Spieler Amadou Kienou aus Burkina Faso, der Württembergischen Philharmonie, der Baden-Badener Philharmonie, dem Südwestdeutschen Kammerorchester und der Badischen Philharmonie Pforzheim, dem Major-Label EMI sowie mit diversen weiteren Plattenlabels wie z. B. Virgin Classics, ebs, RBM und Rundfunkanstalten wie SDR Stuttgart und SWR Baden-Baden zusammengearbeitet.
Ein Schwerpunkt seiner bisherigen Arbeit bildete zur Jahrtausendwende die Auseinandersetzung mit dem musikalischen Werk von Johann Sebastian Bach mit Bearbeitungen von über 40 Kompositionen des Altmeisters. Mit der CD Badinerie aus dem Jahre 2000 zeigt Härdtner bei seinen Interpretationen eine hohe Texttreue auf. In völligem Kontrast hierzu orientieren sich die Jazz-Arrangements seines Quartetts Swinging Mallets auf der in 2001 erschienenen CD AIRevolution neben einigen Zitaten lediglich am harmonischen Gerüst der Bachschen Vorlage.
Besondere internationale Aufmerksamkeit erlangte Härdtners Transkription des Concerto for Violin and Orchestra No. 1 von Philip Glass für Marimba und Vibrafon, die er mit Genehmigung des Komponisten und dessen Verlag Dunvagen Music Publishers auf seiner CD Virtuos Mallets im Jahre 2010 veröffentlicht hat.
Neben Bearbeitungen für sein Instrumentarium legt Roland Härdtner aber auch Einspielungen von originalen, für die Stabspiele komponierten Werke vor, die durch die enge Zusammenarbeit mit den Komponisten gewissermaßen Referenzcharakter besitzen. Als Beispiel hierfür sei das – gemessen an der Aufführungszahl – wohl erfolgreichste Marimbakonzert der Musikliteratur Concerto for Marimba and String Orchestra No. 1 des Brasilianers Ney Rosauro aus dem Jahre 1986 erwähnt, das ebenfalls auf der CD Virtuos Mallets von Härdtner eingespielt wurde und vom Komponisten als „… eine der besten Darbietungen meines Konzerts, die ich je gehört habe.“ goutiert wurde.

## Diskografie

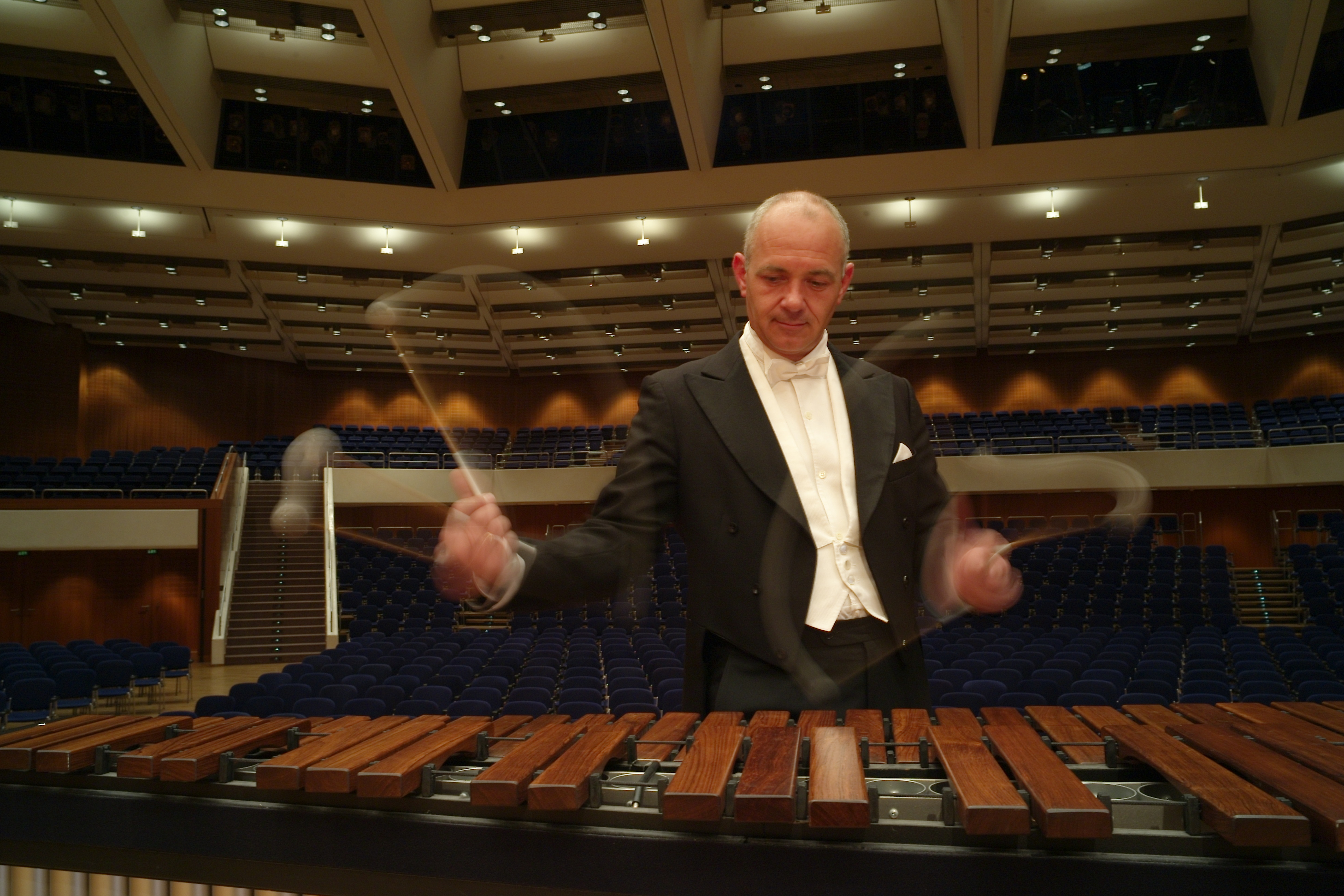
Roland Härdtner an der Marimba

- 1994 Swinging Mallets mit Holger Engel (p), Klaus Dusek (b), Georg Schmid (dr)
- 1996 Swinging Mallets II mit Swinging Mallets Trio, Nebojša Jovan Živković, u. a.
- 1997 Solo Mallets
- 1998 Classic Mallets mit Badische Philharmonie Pforzheim, Jari Hämäläinen (Dirigent) / Süddeutscher Rundfunk (SDR – Stuttgart)
- 2000 Badinerie / Classic Mallets play Bach mit Südwestdeutsches Kammerorchester Pforzheim, Rolf Schweizer (Dirigent)
- 2001 AIRevolution / Swinging Mallets play Bach mit Boris Ritter (p), Klaus Dusek (b), Lars Binder (dr)
- 2002 Teufelstanz mit Baden-Badener Philharmonie, Werner Stiefel (Dirigent)
- 2005 Percussion Mallets mit Amadou Kienou, u. a.
- 2006 Mallets Mozartissimo mit Badische Philharmonie Pforzheim, Jari Hämäläinen (Dirigent) / Südwestrundfunk (SWR – Baden-Baden)
- 2007 Entertain Mallets mit Boris Ritter (p), Klaus Dusek (b), Eckhard Stromer (dr)
- 2008 Mallets for Kids mit Boris Ritter (p), Klaus Dusek (b), Eckhard Stromer (dr)
- 2010 Virtuos Mallets mit Württembergische Philharmonie Reutlingen, Jari Hämäläinen (Dirigent), Markus Huber (Dirigent), Rolf Schweizer (Dirigent)